# Жан I д’Алансон
Жан I д’Алансон, нар. Мъдри (на френски: Jean Ier d'Alençon, dit le Sage; * 2 юни 1385, Есе, † 25 октомври 1415, Азенкур) e граф, впоследствие херцог на Алансон (1404 – 1414), граф на Перш (1404 – 1415), граф на Жоани, виконт на Бомон о Мен, господар на Меркер, на Аржантан и на Ла Герш, френски военачалник.

## Произход
Представител е на алансонския клон на династия Валоа. Той е третият (най-малък) син на Пиер II д'Алансон Добрия (* 1340, † 1404), граф на Алансон и на Перш (1367 – 1404), и на Мария Шамаяр (* ок. 1345 † 1425), виконтеса на Бомон о Мен, Фрезне и Сент Сюзан, дъщеря на Гийом Шамаяр, господар на Антанез.

## Биография
През септември 1404 г., след смъртта на баща си, 19-годишният Жан наследява графства Алансон и Перш. Той е на страна на арманяките. Сражава се против бургундите, опустошава Графство Вермандоа. През 1411 г. превзема градовете Сен Дени и Сен Клу, а през 1414 г. – Компиен, Ноайон и Соасон, и обсажда Арас. Опитва се да примири враждуващите партии.
През 1414 г. е издигнат в херцог и става пер на Франция. На 25 октомври 1415 г. командва Втора дивизия на френската армия в битката с англичаните при Аженкур. Жан д'Алансон показа същата дързост като своя предшественик в Креси и е убит там: често му се приписва, че е убил херцога на Йорк и е ранил херцога на Глостър, преди да атакува Хенри V. Той ще в последните си мигове успява да свали с брадва короната, закрепена върху герба на краля на Англия, преди да бъде убит от уелския благородник Дафид Гам.

## Брак и потомство
∞ 20 юли 1397 в замък на Ермин за Мария Бретанска (* 14 март 1391, † 4 януари 1447), господарка на Ла Херш, дъщеря на Жан V Доблестния, херцог на Бретан, и на Жана д’Еврьо. Имат двама сина и три дъщери:
- Пиер д'Алансон (* 1407, † 1408)
- Жан II д'Алансон (* 1409 † 1476), 2-ри херцог на Алансон (1415 – 1476); ∞ 1. 1423 в замъка в Блоа за Жана Орлеанска (* 13 септември 1409, † 19 май 1432), дъщеря на Шарл Орлеански, херцог на Орлеан (1407 – 1465) и на Изабел дьо Валоа. Бракът е бездетен. ∞ 2. 30 април 1437 за Мария д'Арманяк (* 1420, † 25 юли 1473), дъщеря на Жан IV д-Арманяк, граф на Арманяк (1418 – 1450), и на Изабела д’Еврьо-Наварска. Имат син и дъщеря:
- Мария д'Алансон (* 1410 † 1412)
- Жана д'Алансон (* 1412 † 1420)
- Шарлота д'Алансон (* 1413 † 1435)

Има и две извънбрачни деца:
- Пиер д'Алансон († 1424)
- Маргарита д'Алансон